# Соколовце
Соколовце (слч. Sokolovce) насељено је мјесто са административним статусом сеоске општине (слч. obec) у округу Пјештјани, у Трнавском крају, Словачка Република.

## Становништво
| Година:    | 1994. | 2004.   | 2014.    | 2024.   |
| ---------- | ----- | ------- | -------- | ------- |
| Број људи: | 1124  | 1168    | 1292     | 1401    |
| Разлика:   |       | +3,91 % | +10,61 % | +8,43 % |

| Година:    | 2023. | 2024.   |
| ---------- | ----- | ------- |
| Број људи: | 1402  | 1401    |
| Разлика:   |       | -0,07 % |

Према подацима о броју становника из 2024. године насеље је имало 1401 становника.